# Adad-apla-iddina
Adad-apla-iddina war der 8. König der 2. Dynastie von Isin und regierte nach mittlerer Chronologie von 1068 bis 1047 v. Chr. Der neubabylonischen Chronik zufolge war er Usurpator; die assyrische synchronistische Chronik berichtet hingegen davon, dass er von Aššur-bel-kala mit dessen Tochter verheiratet und als König über Babylonien eingesetzt wurde. In jedem Fall war er kein regulärer Thronfolger. Dies wird auch durch seine Inschriften bestätigt, in denen er abweichende Genealogien angab. Insofern ist auch unklar, ob er aramäischer oder babylonischer Abstammung war; immerhin verwendete er jedoch konsistent eine babylonische Titulatur.
Der babylonischen Chronik zufolge hatte er mit Aufständen der Aramäer sowie mit einem Einfall der Sutäer zu kämpfen; außerdem muss angenommen werden, dass es während seiner Regierungszeit auch zu assyrischen Militäraktionen in babylonischem Territorium kam. Seine Inschriften behandeln lediglich Baumaßnahmen. So habe er die Stadtmauern von Babylon und Kiš erneuert und zahlreiche Tempel restauriert.